# La Barca
La Barca é um município do estado de Jalisco, no México.
Em 2005, o município possuía um total de 59.990 habitantes.